# Spinileberis
Spinileberis is een geslacht van kreeftachtigen uit de klasse van de Ostracoda (mosselkreeftjes).

## Soorten
- Spinileberis alata Zhong (Hong-Hui), 1985 †
- Spinileberis baxianensis Zhong (Hong-Hui), 1985 †
- Spinileberis bella (Guan, 1978) Chen, 1981 †
- Spinileberis costata Hu, 1977 †
- Spinileberis dongtaiensis (Chen in Hou et al., 1982) Ikeya, Shimura & Iwasak, 1995
- Spinileberis furuyaensis Ishizaki & Kato, 1976
- Spinileberis furuyazsis Ishizaki & Kato, 1988
- Spinileberis hyalina Watling, 1970
- Spinileberis inflexicostata Chen, 1981 †
- Spinileberis laevis Gou & Gong, 1989 †
- Spinileberis longicaudata Chen, 1981 †
- Spinileberis marginocarinalis Hu, 1981 †
- Spinileberis okinawensis Hao (Yi-Chun) in Ruan & Hao (Yi-Chun), 1988
- Spinileberis pulchra Chen in Hou, Chen, Yang, Ho, Zhou & Tian, 1982
- Spinileberis quadriaculeata (Brady, 1880) Hanai, 1961
- Spinileberis reticulata (Chen in Hou, Chen, Yang, Ho, Zhou & Tian, 1982) Ikeya, Shimura & Iwasak, 1995
- Spinileberis rhomboidalis Chen in Hou, Chen, Yang, Ho, Zhou & Tian, 1982
- Spinileberis sinensis Chen in Hou, Chen, Yang, Ho, Zhou & Tian, 1982
- Spinileberis subbrevis (Ruan in Ruan & Hao (Yi-Chun), 1988) Ikeya, Shimura & Iwasak, 1995